# Al Turney
Almoth Fletcher (Al) Turney (Falkville, 29 november 1941) is een Amerikaans songwriter. Hij schreef onder meer het nummer I wouldn't want to live if you didn't love me dat een nummer 1-hit werd voor Don Williams.

## Biografie
Turney werd geboren in Falkville in de staat Alabama.
In juni 1974 bracht countryzanger Don Williams Turneys compositie I wouldn't want to live if you didn't love me uit op een single die op nummer 1 terechtkwam van de Hot Country Singles. In november van dat jaar was Turney een van de drie songwriters die in vaste dienst traden van Williams; de andere twee waren Wayland Holyfield en Jim Rushing.
Voor Williams schreef hij ook het lied Tempted die het op zijn elpee You're my best friend zette. Zangeres Tammy Wynette bracht dit lied in 1987 opnieuw uit op haar elpee Higher ground.
In 1978 had Mel Street een hit met If I had a cheating heart dat hij schreef met Holyfield. De cover ervan in 1993 door Ricky Lynn Gregg eveneens een hit voor Gregg was het de eerste single die de Hot Country Singles bereikte. Verder zijn er weinig composities van hem doorgebroken.